# Fantastic Mister Zguy
 (août 2020).
Fantastic Mister Zguy, ou FMZ, est un auteur-compositeur-interprète français de musique pop, folk ou rock.

## Style musical
Malgré un certain simplisme, les mélodies de FMZ sont jugées dansantes, et ses textes à la fois légers et touchants.

## Discographie
- 2017 : Shrimp Fishery (EP)[2]
- 2018 : Oh Me Oh My (EP)
- 2019 : King Shrimp (LP)
- 2019 : Punk Love (EP)
- 2020 : Queen Shrimp (LP)
- 2021 : États d'âme (LP)[3]